# Zebrahead
Zebrahead — американская рок-группа из округа Ориндж, Калифорния, совмещающая в своём творчестве такие стили как поп-панк, панк-рок и рэп-рок. Группа была сформирована в 1996 году. Состав на момент сформирования: Justin Mauriello (Джастин Мауриэлло — вокал, гитара, бывший участник группы Once There), Greg Bergdorf (Грег Бёргдорф — гитара, бывший участник группы 409), Ben Osmundson (Бен Осмундсон — бас-гитара, бывший участник 3-Ply) и Ed Udhus (Эд Удус — ударные, бывший участник группы 409).
За свою карьеру группа выпустила 13 студийных альбомов, 27 синглов, 31 музыкальных клипов и 5 видео альбомов. Группа известна такими хитами как «Playmate Of The Year», «Falling Apart», «Lobotomy For Dummies», «Hell Yeah!», «Anthem»  и «Call Your Friends».

## История группы
Группа долго думала, в каком же направлении им играть, ибо ска-панк, активно набиравший в то время обороты, их не вдохновил. Поэтому они решили внедрять в свою музыку элементы хип-хопа, для чего был приглашен рэпер Ali Tabatabaee (Али Табатабаи).
После выпуска EP под названием Yellow в мае 1998, группа подписала контракт с Columbia Records на издание их первого полноразмерного альбома, Waste Of Mind, который вышел в том же 1998. В 2001 вышел второй альбом, Playmate Of The Year.
После этого начались турне по Европе (и не только), во время которых зеброголовые успели поиграть на сцене вместе с такими группами, как Green Day, Less Than Jake, Kottonmouth Kings, 311, Reel Big Fish, Goldfinger.
В 2003 году после длительного перерыва вышел новый альбом MFZB (Mother Fucking Zebrahead Bitch!). После этого солист Джастин Мауриэлло ушёл из группы, создав новую группу I Hate Kate.
Это сильно огорчило фанатов, так как динамика вокала и рэпа между ним и Али была решающей в музыке группы. Однако на этом история группы не закончилась, ведь семейство полосатых вскоре пополнилось новым вокалистом по имени Matty Lewis (бывший участник Jank 1000). А в 2006 вышел первый альбом с его участием — Broadcast To The World. Что более всего удивительно, Zebrahead собирает стадионы не в Америке, а в Японии. Перед релизом в США Broadcast To The World стал золотым в стране восходящего солнца. На родине Zebrahead собирает маленькие клубы. Также в этом году группа записывает песню для игры Sonic the Hedgehog (игра, 2006) под названием «His World».
Начиная с марта 2007 года, группа провела 2 месяца, записывая материал для их пока ещё не имеющего названия нового студийного альбома. В мае 2007 года группа провела тур по Европе совместно с MxPx, а также являлась хедлайнером турне по Великобритании. В июне-июле 2007 года прошло турне группы по США, где Zebrahead выступали на разогреве у Unwritten Law вместе с группой Bullets and Octane. После окончания турне группа приступила к усиленной работе над новым альбомом, выпуск которого запланирован на февраль.
В период с 8-9 июля 2008 года группа выпустила альбом под названием Phoenix и EP Not the New Album.
В ноябре 2009 выпущен альбом Panty Raid.
В августе 2011 группа выпустила альбом Get Nice!
В феврале 2013 на официальном сайте группы была выложена информация о выходе нового альбома в июле-августе этого же года.
В середине июля был подтвержден выход альбома Call Your Friends в первой половине августа 2013.
18 июня 2013 года соло-гитарист и бэк-вокалист Грег Бергдорф принял решение покинуть группу и прекратить свою творческую деятельность в связи с воспитанием своей дочери. Его место займет гитарист Death By Stereo Дэн Палмер.
26 апреля 2021 года в Твиттере группа объявила, что Мэтти Льюис уходит из Zebrahead. 29 июня в том же Твиттере группа назвала имя нового вокалиста. Им стал Адриан Эстрелла, вокалист группы Assuming We Survive.

## Влияние и музыкальный стиль
Несмотря на то, что группа выступает на сцене уже почти 20 лет, их мировая популярность весьма локальна и необычна. На своей родине группа, по большей части, по-прежнему рассматривается как андеграундная,  с присущей этому положению аудиторией. Совсем иначе обстоят дела в Японии, где Zebrahead являются одной из великих групп на рок-сцене и уже не раз собирали  по 50 000 зрителей (например, во время выступления в Chiba Marine Stadium в Токио 12 августа 2006 года). Альбомы группы с самого начала их карьеры продавались гораздо большим числом копий именно в Японии, а фанбаза стремительно росла от пластинки к пластинке.
Музыкальный стиль Zebrahead является смесью мощного мелодичного поп-панка с часто агрессивным рэп-металом, а также в начальном творчестве с фанком. Стиль от альбома к альбому сильно развивался.
В альбоме 1998 года "Waste Of Mind" выделялись вышеупомянутые факторы фанка. С приходом 2000 года, альбом Playmate Of The Year принял поп-панк звучание и  все больше и больше выводит его на первый план. С выходом MFZB в 2003 году, акцент был сделан на агрессивный рэпкор с уклоном в альтернативный рок. После того, как вокалист Джастин Мауриэлло покинул группу в 2004 году, Zebrahead продолжили стиль предыдущего альбома, но уже с новым вокалистом Мэттью Льюисом в альбоме 2006 года Broadcast to the World. Благодаря новому вокалисту, этот альбом зазвучал по-новому и был очень успешен. Необходимость ещё одних перемен группа демонстрирует в тяжёлом, тихом и мелодичном Phoenix образца 2008 года. В 2011 году группа представляет Get Nice!, который является смесью всех предыдущих стилей. С выходом в 2013 году альбома Call Your Friends парни из Zebrahead вновь успешно заявляют о себе в поп-панк звучании.
Темы их творчества включают в себя истории о взаимоотношениях, а также социальную критику с присущим для андерграунд групп Южной Калифорнии образом жизни, что и формирует их особый сленг, подчеркнутый в текстах песен.

## Участники группы

### Нынешние участники
- Али Табатабаи (Ali Tabatabaee): MC (1996 — настоящее время)
- Эд Удус (Ed Udhus): барабаны (1996 — настоящее время)
- Адриан Эстрелла (Adrian Estrella): вокал/ритм-гитара (2021 — настоящее время)
- Бен Осмундсон (Ben Osmundson): бас-гитара/бэк-вокал (1996 — настоящее время)
- Дэн Палмер (Dan Palmer): гитара (2013 — настоящее время)

### Бывшие участники
- Джастин Мауриэлло (Justin Mauriello): вокал/ритм-гитара (1996 — 2004)
- Грег Бёргдорф (Greg Bergdorf): гитара/бэк-вокал (1996 — 2013)
- Мэтти Люис (Mattey Lewis): вокал/ритм-гитара (2005 — 2021)

## Дискография

### Студийные альбомы
- The Yellow Album (1998)
- Waste of Mind (1998)
- Playmate of the Year (2000)
- MFZB (2003)
- Waste of MFZB (2004)
- Broadcast to the World (2006)
- Phoenix (2008)
- Panty Raid (2009)
- Get Nice! (2011)
- Call Your Friends (2013)
- The Early Years – Revisited (2015)
- Walk The Plank (2015)
- Brain Invaders (2019)

### Видео альбомы
- MFZB - The DVD - Banzai Mother F**ker! (2003)
- The Show Must Go Off! Zebrahead Live At The House Of Blues (2004)
- Blood, Sweat & Beers!!! Live In Tokyo (2005)
- Broadcast to the World: The Fucking DVD (2007)
- Way More Beer - Live in Germany (2014)